# Partito Cristiano d'Austria
Il Partito Cristiano d'Austria (in tedesco Christliche Partei Österreichs, CPÖ) è un partito politico austriaco, di orientamento democristiano e conservatore.

## Storia
Il partito venne fondato nell'ottobre 2005 e stato registrato il 23 gennaio 2006, col nome di Die Christen ("I Cristiani"). Fin da subito il partito assunse posizioni cristiane conservatrici sui temi sociali, favorendo il ruolo della famiglia, della religione e chiedendo un ridotto intervento pubblico. Il 27 settembre 2007 ha annunciato un'iniziativa di legge popolare (in tedesco Volksbegehren) sul tema dei bambini e delle famiglie.
Il partito si presentò per la prima volta a una competizione elettorale nelle elezioni statali in Bassa Austria del 2008, in cui ottenne lo 0,8% dei voti. Nelle elezioni parlamentari del 2008, il partito ha ricevuto 31080 voti, pari allo 0,64% dei voti. Nelle elezioni statali nello stesso anno raggiunse l'1% in Voralberg e l'1,4% in Tirolo. Nel 2009 il partito assunse la denominazione attuale.
Rudolf Gehring, il presidente del partito, decise di candidarsi alle elezioni presidenziali del 2010. In assenza di un candidato del Partito Popolare, Gehring ricevette il 5,4% dei voti, registrando il miglior risultato di sempre di un candidato del Partito Cristiano ad una elezione nazionale.
Negli anni successivi il partito si è presentato a diverse elezioni statali, senza mai superare l'1%. Nelle elezioni parlamentari del 2013 riuscì a presentarsi solo nei Länder di Burgenland, Alta Austria, Stiria e Vorarlberg, ottenendo 6647 voti, pari allo 0,1%. In occasione delle elezioni europee del 2014 il partito ha sostenuto la lista dei Reformkonservativen ("Conservatori riformisti") fondata da Ewald Stadler, ex europarlamentare dell'Alleanza per il Futuro dell'Austria, che tuttavia ottenne l'1,18% e nessun eletto.
Il partito nell'ottobre del 2020 propose una legge di iniziativa popolare denominata "Für Impf-Freiheit" (lett. "Per la libertà vaccinale") per opporsi all'obbligo di vaccinazioni contro il Covid-19. La proposta venne sottoscritta da un totale di 259 149 elettori, vale a dire il 4,06% degli aventi diritto. La proposta tuttavia non venne votata dal Nationalrat, che l'anno successivo introdusse invece l'obbligo vaccinale contro il Covid-19.

## Risultati elettorali

### Legislative
| Elezione          | Voti   | %    | Seggi   |
| ----------------- | ------ | ---- | ------- |
| Parlamentari 2008 | 31 080 | 0,64 | 0 / 183 |
| Parlamentari 2013 | 6 647  | 0,14 | 0 / 183 |
| Parlamentari 2017 | 425    | 0,01 | 0 / 183 |
| Parlamentari 2019 | 260    | 0,00 | 0 / 183 |

### Presidenziali
| Anno | Candidato supportato | 1º Turno | 1º Turno   | 2º Turno | 2º Turno |
| Anno | Candidato supportato | Voti     | %          | Voti     | %        |
| ---- | -------------------- | -------- | ---------- | -------- | -------- |
| 2010 | Rudolf Gehring       | 171 668  | 5,43 (3.º) |          |          |